# Geppo Tedeschi
Geppo Tedeschi (Tresilico, 11 agosto 1907 – Roma, 11 marzo 1993) è stato un poeta e scrittore italiano.

## Biografia
Figlio di Carmelina e Giosafatte (che fu a sua volta poeta e per primo tradusse in rima Les fleurs du mal di Charles Baudelaire, nel 1913), compì gli studi a Oppido Mamertina, poi a Locri e a Messina. Fu presidente dell'Ospedale Maria Pia di Savoia negli anni '50 e, ancora prima, durante la seconda guerra mondiale, Podestà di Oppido Mamertina. Aderì negli anni '30 al movimento futurista di Filippo Tommaso Marinetti, del quale fu intimo amico. Marinetti firmò le prefazioni di " Idrovolanti in siesta sul Golfo di Napoli" (1937),Corti Circuiti (1938),  Gli Adoratori della Patria (1941), " Ruralismo calabrese (1942) e si prodigò per fargli ottenere una sovvenzione fissa dal governo fascista.
Nel 1938 lanciò il Manifesto Futurista sulla Poesia Sottomarina che con i suoi dieci assiomi lo suggella poeta di rilievo, raggiungendo importanza e notorietà a livello nazionale.
Giuseppe Lipparini, nella prefazione alle brevi Liriche Epigrafiche così lo descrisse: "Futurista era, non tanto per ragioni teoriche quanto per l'impeto spontaneo della sua indole meridionale...".
Ottenne prestigiosi riconoscimenti e titoli, tra questi: Premio Reale Accademia D'Italia del 1938, in quell'anno era Presidente Gabriele D'Annunzio; Premio Assisi del 1953; ex aequo Carducci del 1954; premio Dante Alighieri del 1959; Premio Cultura della Presidenza del Consiglio dei Ministri e della Pubblica Istruzione del 1966; nel 1959 conseguì a Parigi la medaglia d'argento dall'accademia di Arts, Sciences, Lettre e si aggiudicò la cattedra di Letteratura Classica all'Accademia Parigina dei Classici; Consigliere d'Onore della Legion d'Oro di Roma; Grande Ufficiale della Repubblica Italiana per meriti letterari.
Dopo gli anni '50 si trasferì da Oppido a Roma; aderì, come artista superstite del futurismo, al manifesto lanciato da Enzo Benedetto che preluse all'uscita della rivista Futurismo oggi; curò un'antologia poetica del Futurismo; e la sua produzione letteraria, che lo ha consegnato agli annali, continuò fino alla sua dipartita.
Le sue liriche figurano in antologie e alcune sono state tradotte in inglese, tedesco, francese, spagnolo, portoghese e giapponese. Francesco Flora lo incluse nella sua Storia della Letteratura Italiana.
Nel 2009, è stata istituita in Oppido Mamertina l'Associazione Culturale "Geppo Tedeschi".

## Opere
- Il Golfo di Genova, La terra dei vivi, Genova, 1932
- Un saluto, Messina, Grafiche La Sicilia, 1933
- Il Golfo della Spezia, La Spezia, 1933
- Idrovolanti in siesta sul Golfo di Napoli (Elogiato al I Premio Nazionale di Poesia “Golfo di Napoli”), Napoli, edizione Studio Editoriale, 1938
- Corti Circuiti, con prefazione di F.T. Marinetti, Lanciano, Carabba, 1939
- Il suonivendolo, con prefazione di Alfredo Baccelli, Lanciano, Carabba , 1939
- I canti con l'acceleratore, Lanciano, Carabba, 1940
- Gli Adoratori della Patria, con prefazione di F.T. Marinetti, Lanciano, Carabba, 1941
- Ruralismo calabrese Faenza, 1942
- Rosolacci tra il grano, Milano, Gastaldi, 1943
- Canne d'organo con prefazione di Giuseppe Lipparini, Milano, Gastaldi ,1953
- Zufoli sul colle, Roma, Editore Corso, Roma, 1957

- Tempo di aquiloni, Roma, Ed. Scena Illustrata, 1963
- L'ombra si bevve i cavalli, Ed. Gabrieli, Roma 1974
- Volti, Brescia, Ed. Magalini, 1976
- Hanno bruciato i cespugli, Brescia, Edizioni Bresciane, 1985
- Antologia Poetica dal Futurismo a oggi, Roma, Cartia Editore, 1986
- Sussidiario campestre, Brescia, Edizioni Bresciane, 1989
- È un Gabbiano senza pace il vento, Brescia Edizioni Bresciane, 1990
- Non chiudete i cancelli, Brescia, Edizioni Bresciane, 1994